# Famille Vianol
 (juillet 2024).
La famille Vianol (ou Vianolo ; les Vianoli) est une famille patricienne de Venise, originaire de Bergame. 

## Historique
Plusieurs membres ont été des gens d'armes, souvent engagés sur mer, secrétaires de l'État ou actif dans les Résidences aux Cours étrangères, toujours prompts à soutenir les Intérêts de la Patrie.

## Personnalités
- Agostino Vianolo, grand Chancelier du 12 mai 1651 à sa mort, et comme cette dignité est incompatible avec la qualité de Noble, seuls ses enfants furent reçus à la Noblesse en l'an 1658.
- Alessandro-Maria Vianolo, auteur d'une Histoire de Venise.
- Giacomo Vianol († 1691), évêque de Torcello de 1673 à sa mort.

## Armes

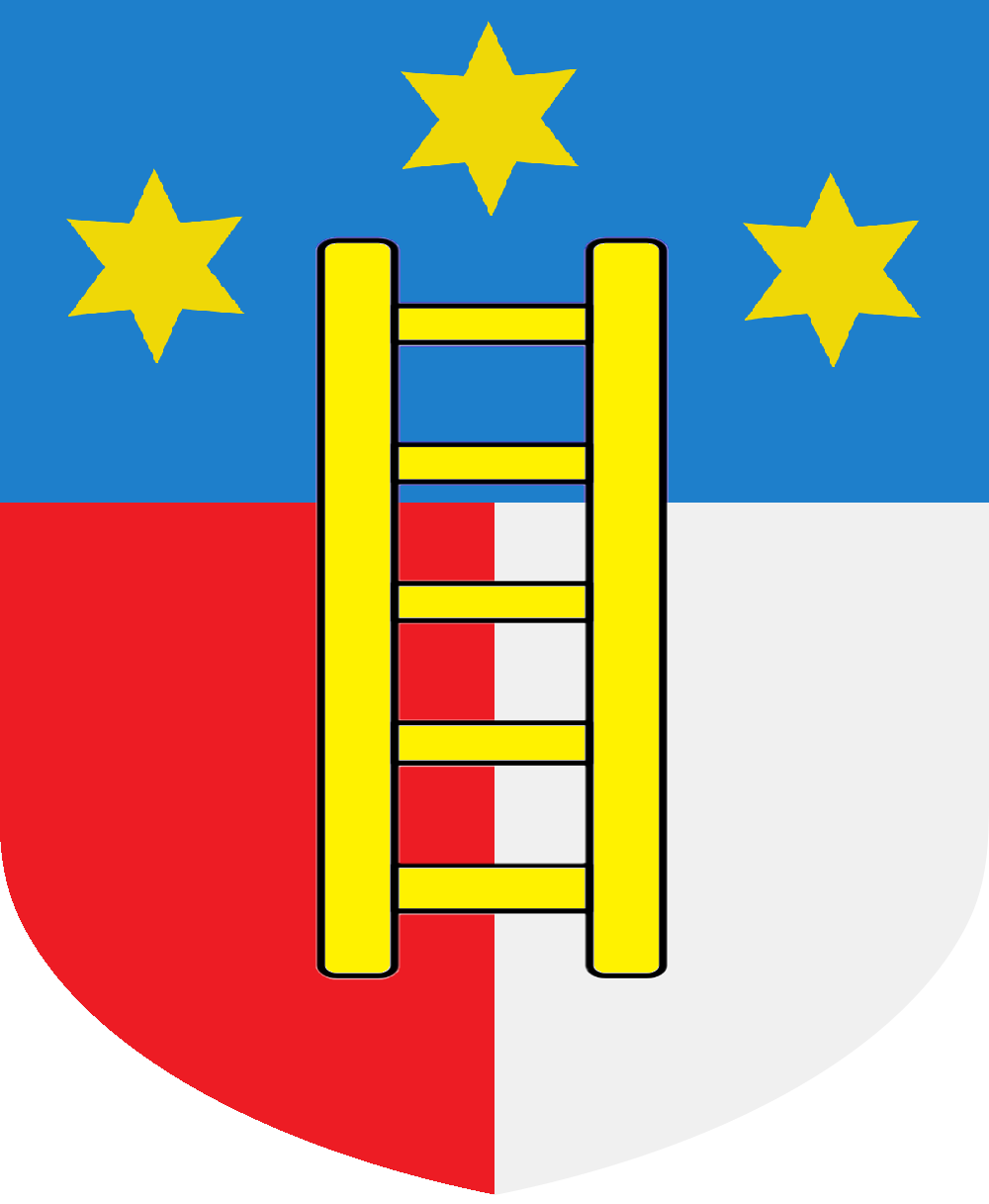
armes des Vianol(i)

Les armes des Vianol  sont coupées d'azur et d'argent, celui-ci parti de gueules avec une échelle d'or, et trois étoiles de même en chef disposées en arc.